# Heuerlinghaus Sudwalde
Das Heuerlinghaus Sudwalde, auch Heuerhaus genannt, in Sudwalde, Mallinghäuser Straße 10, stammt aus dem 18. Jahrhundert. Es wird seit 2001 als Dorfgemeinschaftshaus genutzt.
Das Gebäude steht unter Denkmalschutz (Siehe auch Liste der Baudenkmale in Sudwalde).

## Geschichte
Das eingeschossige Gebäude in Fachwerk mit reetgedecktem Krüppelwalmdach, Steinausfachungen, und Niedersachsengiebel mit Uhlenloch und niedersächsischen Pferdeköpfen wurde 1766 als Heuerlingshaus gebaut. Landlose Heuerlinge leisteten einem Bauern günstige Hand- und Spanndienste, erhielten etwas Lohn und wohnten zumeist mietfrei in dem Heuerhaus. Zudem erhielten sie etwas Pachtland, das sie auf eigene Rechnung bewirtschafteten.
1905 kaufte die Familie Stubbemann das Haus und nutzte es über 60 Jahre als Pächterhaus. 1968 kaufte und nutzte der Zahnarzt Hans-Ulrich Raschdorf das Haus und das benachbarte Anwesen, insbesondere für seine Pferde.
1990 erwarb die Gemeinde das inzwischen verfallene Haus, sanierte und baute es um und nutzt es seit 2001 als Dorfgemeinschaftshaus mit Vereinsräumen und zwei Gästezimmern als Ferienwohnung.